# Aulus Vergilius Maximus
Aulus Vergilius Maximus war ein im 3. Jahrhundert n. Chr. lebender römischer Politiker.
Durch zwei Inschriften auf römischen Meilensteinen, die an verschiedenen Orten auf dem Gebiet der ehemaligen römischen Provinz Cappadocia gefunden wurden und die in die gemeinsame Regierungszeit von Trebonianus Gallus und Volusianus (251–253) datiert sind, ist belegt, dass Maximus Statthalter (Legatus Augusti pro praetore) dieser Provinz war; er amtierte vermutlich von 251 bis 253 in der Provinz. Da die Position des Statthalters in der Provinz Cappadocia von konsularem Rang war, hatte er zuvor ein Suffektkonsulat erreicht.